# Tornesch
Tornesch är en stad i Kreis Pinneberg i förbundslandet Schleswig-Holstein i Tyskland.